# 1663 van den Bos
Az 1663 van den Bos (ideiglenes jelöléssel 1926 PE) a Naprendszer kisbolygóövében található aszteroida. Harry Edwin Wood fedezte fel 1926. augusztus 4-én, Johannesburgban.